# Жонас Торо
Жо́нас Габриэ́л да Си́лва Ну́нес (порт.-браз. Jonas Gabriel da Silva Nunes; родился 30 мая 1999, Белен-ди-Сан-Франсиску), более известный как Жонас Торо́ (порт.-браз. Jonas Toró) — бразильский футболист, нападающий клуба «Левадиакос».

## Клубная карьера
Футбольную карьеру начал в клубе «Примавера» из штата Сан-Паулу. В 2018 году стал игроком клуба «Сан-Паулу». В основном составе дебютировал 27 апреля 2019 года в матче бразильской Серии A против «Ботафого». 2 мая 2019 года забил свой первый гол на профессиональном уровне в матче против клуба «Гояс». 5 марта 2020 года дебютировал в Кубке Либертадорес в матче против перуанского клуба «Депортиво Бинасьональ».

## Карьера в сборной
В 2019 году в составе сборной Бразилии до 20 лет сыграл на молодёжном чемпионате Южной Америки, который прошёл в Чили.